# Vuelo 85 de Korean Air
El vuelo 85 de Korean Air fue un vuelo que cubría la ruta Aeropuerto Internacional de Incheon (Seúl, Corea del Sur) - Aeropuerto Internacional John F. Kennedy (Nueva York, Estados Unidos) el 11 de septiembre del 2001 con escala en el Aeropuerto Internacional de Anchorage (Alaska, Estados Unidos), fue ordenado a aterrizar en Whitehorse, Canadá luego de que erróneamente, su tripulación sintonizara el código Squawk de secuestro (7500) sin hacer una rectificación respectiva a las autoridades del control de tráfico aéreo.
El avión fue considerado por las autoridades un potencial avión secuestrado y se autorizó por parte de funcionarios estadounidenses y el primer ministro de Canadá, Jean Chrétien a ser derribado. Los pilotos del avión civil cooperaron y el 747 se vio obligado a aterrizar escoltado por aviones militares F-15 hasta Whitehorse, Yukon, Canadá.

## Incidentes
Durante de los atentados del 11 de septiembre del 2001 en Estados Unidos, se ordenó a todos los aviones a regresar a sus aeropuertos de origen (o si no tenían suficiente combustible, aterrizar en territorio canadiense). Mientras era informado de lo ocurrido en las Torres Gemelas, el piloto del vuelo 85 envió un código con las letras "HJK" (secuestrado, hijacked en Inglés) en un mensaje de texto a la aerolínea. Cuando el piloto envió el mensaje, el servicio de mensajería de texto de la empresa, Aeronautical Radio Incorporated (ARINC) detectó el código "HJK". Funcionarios de ARINC; preocupados de que los pilotos surcoreanos podrían estar enviando un mensaje codificado en busca de ayuda, notificaron al Comando de Defensa Aeroespacial de Norteamérica (NORAD). El NORAD resolvió enviar aviones F-15 de la base área Elmendorf en Anchorage para interceptar el 747, mientras que el control de tráfico aéreo de Alaska hacia preguntas codificadas a los pilotos. Los pilotos del avión estaban capacitados para responder a las preguntas codificadas en caso de estar secuestrados.  
El control de tráfico aéreo de Alaska instruyó a los pilotos a cambiar su código Squawk a la señal universal de secuestro (7500), esperando que si no se encontraban secuestrados, los pilotos respondieran eso mismo. En su lugar, los pilotos cumplieron con la instrucción y el control de tráfico aéreo envió una confirmación al NORAD de que el vuelo efectivamente estaba secuestrado. La preocupación de que un avión secuestrado pudiera estrellarse en algún lugar de Alaska obligó al entonces gobernador Tony Knowles a ordenar evacuaciones en grandes hoteles y edificios gubernamentales en Anchorage. En la cercana Valdez, también de Alaska, la Guardia Costera de Estados Unidos ordenó a todos los buques que tenían carga de petróleo a adentrarse al mar. El teniente general Norton Schwartz, quien estaba a cargo del NORAD el día del incidente con el vuelo 85, dijo a la prensa ese mismo año que él estaba dispuesto a ordenar que el avión de Korean Air fuera derribado.
NORAD comunicó al control de tráfico aéreo de Anchorage, Alaska que el avión sería derribado si se acercaba a algún objetivo potencial. Los controladores informaron esto a los pilotos del vuelo 85 para que evitaran todos los centros de población y se alejaran del territorio de Estados Unidos. NORAD llamó a las autoridades canadienses pidiendo luz verde para derribar el avión: 

"Les dije: 'Sí, si ustedes creen que son terroristas, llámenme de nuevo, pero estén listos para derribarlo'. Así que lo autoricé en un principio. Da un poco de miedo porque sabes que en ese avión van cientos de personas y tienes que tomar una decisión como esa... Pero te preparas para eso. Sabes que vas a tomar decisiones que a veces te seguirán el resto de tu vida"
Primer ministro Jean Chrétien, 2001

Noventa minutos después de que los pilotos de Corea del Sur cambiaran su señal del transpondedor al código de secuestro 7500, el avión aterrizó sin problemas en Whitehorse. Funcionarios canadienses evacuaron todas las escuelas y edificios grandes antes que el avión aterrizara. Ya en el suelo, el vuelo 85 fue recibido por la Policía Montada de Canadá que después de interrogar a los pilotos, concluyeron que todo fue causado por un error de traducción. El piloto de Corea del Sur dijo que había sido ordenado por el control de tráfico aéreo a cambiar la señal del transpondedor y el control de tráfico aéreo confirmó haberlo hecho.
Korean Air sigue utilizando el vuelo 85 en su ruta Seúl-Incheon a Nueva York-JFK. Sin embargo el vuelo ya no se detiene en Anchorage y ahora emplean el Airbus A380.

## Línea del tiempo del incidente con el vuelo 85

### 11 de septiembre de 2001
- Vuelo 85 despega desde el aeropuerto internacional de Incheon en Seúl, Corea del Sur.
- 08:46:40 a. m. (Hora del Este (ET)) - El vuelo 11 de American Airlines se estrella en la Torre Norte del World Trade Center.
- 09:03:11 a. m. (ET) - El vuelo 175 de United Airlines golpea la Torre Sur del World Trade Center.[6][7]
- 9:37 a. m. (ET) - El vuelo 77 de American Airlines se estrella contra el Pentágono.[8]
- 09:59:04 a. m. (ET) - La Torre Sur se derrumba.
- 10:03:11 a. m. (ET) - El vuelo 93 de United Airlines, cuyo objetivo final fue pensado para ser el Capitolio de Estados Unidos o la Casa Blanca, se estrella cerca de Shanksville, Pennsylvania.[9]
- 10:10 a. m. (ET) - La parte de la pared del Pentágono golpeado por el vuelo 77 de American Airlines se derrumba.
- 10:28 a. m. (ET) - La Torre Norte se derrumba.
- 11:08 a. m. (ET) El piloto del vuelo 85 envía un texto con las letras "HJK", (código de avión secuestrado), en un mensaje de texto a la aerolínea.
- 12:00 p. m. (ET) - Funcionarios de ARINC notifican al NORAD sobre el uso del código de secuestro.
- 13:00 (ET) - Jets en la base aérea Elmendorf son ordenados a seguir de cerca el avión.
- 13:24 (ET) - Los pilotos coreanos cambian su señal del transpondedor al código universal de cuatro dígitos para secuestrado (7500).[4]
- 13-14:45 p. m. (ET) - Alertado de que un posible avión secuestrado podría alcanzar un objetivo en Alaska, el gobernador Tony Knowles ordena la evacuación de posibles objetivos.
- 14:54 (ET) - El vuelo 85 aterriza de forma segura en Whitehorse y la Policía Montada de Canadá determina que el avión no fue secuestrado.